# Inverno arabo
Con inverno arabo giornalisticamente si intende il riaffiorare di autoritarismi, monarchie assolute ed estremismo islamico negli anni successivi alle rivolte della primavera araba. In particolare l'espressione è usata per riferirsi agli eventi avvenuti nei Paesi facenti parte della Lega araba nel Medio Oriente e nel Nordafrica, inclusi la guerra civile siriana, l'insurrezione sunnita irachena e la conseguente guerra civile irachena, la crisi egiziana che ha portato al colpo di stato del generale Abdel Fattah al-Sisi, la seconda guerra civile in Libia e la guerra civile in Yemen.
La transizione dalla primavera araba all'inverno arabo è avvenuta entro il 2014 in tutti i Paesi coinvolti.
Durante l'inverno arabo sono emerse guerre civili regionali multiple, caratterizzate nella gran parte dei casi da conflitti di natura settaria. La crescente instabilità politica e militare regionale ha comportato un declino economico e demografico delle nazioni arabe interessate causando almeno 250 000 morti oltre che diversi milioni di profughi.
Tra gli eventi più significativi dell'inverno arabo figura la rapida ascesa della formazione estremista salafita dello Stato Islamico dell'Iraq e della Siria (ISIS) che dal 2014 al 2019 controllò un'ampia regione situata in larga parte sulla frontiera tra i due Stati.